# Michael William Balfe
Michael William Balfe (15 de maio de 1808 — 20 de outubro de 1870) foi um compositor irlandês, conhecido pela sua ópera The Bohemian Girl.
Após uma curta carreira como violinista, Balfe seguiu a carreira de cantor lírico, enquanto começava a compor. Em uma carreira de mais de 40 anos, ele compôs pelo menos 29 óperas, quase 250 canções, várias cantatas e outras obras. Ele também foi um regente maestro, dirigindo a Ópera Italiana no Her Majesty's Theatre por sete anos, entre outros cargos de regente.

## Composições selecionadas
Óperas, com primeiras apresentações
- I rivali di se stessi (A. Alcozer), Palermo: Teatro Carolino, 29 de junho de 1829
- Un avvertimento ai gelosi (G. Foppa), Pavia: Teatro Condomini, 11 de maio de 1831
- Enrico IV al passo della Marna (libretista desconhecido), Milão: Teatro Carcano, 19 de fevereiro de 1833
- The Siege of Rochelle (Edward Fitzball), Londres: Theatre Royal Drury Lane, 29 de outubro de 1835
  - Versão austríaca: Die Belagerung von Rochelle (Joseph Kupelwieser), Viena: Theatre an der Wien, 24 de outubro de 1846
- The Maid of Artois (Alfred Bunn), Londres: Theatre Royal Drury Lane, 27 de maio de 1836
- Catherine Gray (George Linley), Londres: Theatre Royal Drury Lane, 27 de maio de 1837
- Joana d'Arc (Edward Fitzball), Londres: Theatre Royal Drury Lane, 30 de novembro de 1837
- Diadeste, ou The Veiled Lady (Edward Fitzball), Londres: Theatre Royal Drury Lane, 17 de maio de 1838
- Falstaff (Manfredo Maggioni), Londres: Her Majesty's Theatre (Italian Opera), 19 de julho de 1838
- Keolanthe (Edward Fitzball), London Theatre Royal (English Opera House), 9 de março de 1841
  - Versão austríaca: Keolanthe, oder Das Traumbild (Karl Gollmick), Viena: Theatre am Kärntnertor, 3 de dezembro de 1853
- Le Puits d'amour (Eugène Scribe e A. de Leuven), Paris: Opéra Comique, 20 de abril de 1843
  - Versão em inglês: Geraldine ou The Lover's Well, Londres: Princess Theatre, 14 de agosto de 1843
  - Versão austríaca: Der Liebesbrunnen (Joseph Kupelwieser), Viena: Theatre an der Wien, 4 de novembro de 1845
- The Bohemian Girl (Alfred Bunn), Londres: Theatre Royal Drury Lane, 27 de novembro de 1843
  - Versão austríaca: Die Zigeunerin (Joseph Kupelwieser), Viena: Theatre an der Wien, 24 de julho de 1846
  - Versão francesa: La Bohemienne (JH Vernoy de Saint Georges), Rouen: Théâtre des Arts, 23 de abril de 1862; versão revisada: Paris: Théâtre Lyrique, 30 de dezembro de 1869
- Les Quatre fils Aymon (A. de Leuven e LL Brunswick), Paris: Opéra Comique, 15 de julho de 1844
  - Versão em inglês: The Castle of Aymon (GA Beckett), Londres: Princess Theatre, 20 de novembro de 1844
  - Versão austríaca: Die vier Haimonskinder (Joseph Kupelwieser), Viena: Josefstadt-Theatre, 14 de dezembro de 1844
  - Versão italiana (para Londres): I quattro fratelli (SF Maggione), Londres: His Majesty's Theatre (Italian Opera), 11 de agosto de 1851
- A Filha de São Marcos (Alfred Bunn), Londres: Theatre Royal Drury Lane, 27 de novembro de 1844
- The Enchantress (JH Vernoy de Saint Georges), Londres: Theatre Royal Drury Lane, 14 de maio de 1845
- L'étoile de Seville (Hippolyte Lucas), Paris: Opéra, 17 de dezembro de 1845
- The Bondman (Alfred Bunn), Londres: Theatre Royal Drury Lane, 11 de dezembro de 1846
  - Versão alemã: Der Mulatte (Johann Christoph Grünbaum), Berlim: Königliches Schauspielhaus, 25 de janeiro de 1850
- The Maid of Honor (Edward Fitzball), Londres: Theatre Royal Drury Lane, 20 de dezembro de 1847
- The Sicilian Bride (JH Vernoy de Saint Georges, tradução de A. Bunn), Londres: Theatre Royal Drury Lane, 6 de março de 1852
- The Devil's in it (Alfred Bunn), Londres: Surrey Theatre, 26 de julho de 1852
- Pittore e Duca (FM Piave), Trieste: Teatro Grande, 21 de novembro de 1854
  - Versão em inglês: Moro, o Pintor de Antuérpia (William Alexander Barrett), Londres: Her Majesty's Theatre, 28 de janeiro de 1882
- A Rosa de Castela (A. Harris e Edmund Falconer), Londres: Lyceum Theatre, 29 de outubro de 1857
- Satanella, ou The Power of Love (A. Harris and Edmund Falconer), Londres: Royal English Opera Covent Garden, 20 de dezembro de 1858
- Bianca, the Bravo's Bride (J. Palgrave Simpson), Londres: Royal English Opera Covent Garden, 6 de dezembro de 1860
- The Puritan's Daughter (JV Bridgeman), Londres: Royal English Opera Covent Garden, 30 de novembro de 1861
- O Armeiro de Nantes (JV Bridgeman), Londres: Royal English Opera Covent Garden, 12 de fevereiro de 1863
- Blanche de Nevers (J. Brougham), Londres: Royal English Opera Covent Garden, 21 de novembro de 1863
- The Sleeping Queen (HB Farnie), Londres: Galeria Real de Ilustrações, 31 de agosto de 1864
- Il talismano (Arthur Matthison, tradução italiana de Giuseppe Zaffira), Londres: Theatre Royal Drury Lane, 11 de junho de 1874